# Charles Nolte
Charles Nolte (3 de novembro de 1923 – 14 de janeiro de 2010) foi um ator, diretor, dramaturgo e educador americano.

## Carreira
Nolte nasceu em Duluth, Minnesota e mudou-se para Wayzata, Minnesota com sua família no início dos anos 1930. Ele se formou na Wayzata High School em 1941 e atuou em uma companhia de atuação que mais tarde se tornou o Old Log Theatre. Ele estudou na Universidade de Minnesota por dois anos, depois serviu na Marinha dos Estados Unidos de 1943 a 1945. Ao retornar, matriculou-se na Universidade Yale e formou-se em Inglês com especialização em história.
Ele fez sua estreia na Broadway em uma produção de Antônio e Cleópatra, estrelada por Katharine Cornell e com participação de Charlton Heston, Maureen Stapleton e Tony Randall. Mas foi seu papel na produção da Broadway de 1951, de Billy Budd no papel-título, que lhe rendeu atenção e elogios da crítica. Ele apareceu em filmes como War Paint (1953), The Steel Cage (1954), Ten Seconds to Hell (1959) e Under Ten Flags (1960).
Ele retornou à Universidade de Minnesota e obteve seu doutorado em 1966. Lecionou na Universidade de Minnesota de meados da década de 1960 até o final da década de 1990. Ele escreveu a peça Do Not Pass Go, produzida off-Broadway, e escreveu os libretos de duas óperas de Dominick Argento, The Voyage of Edgar Allan Poe e The Dream of Valentino.

## Vida pessoal
O parceiro de Nolte por mais de 50 anos foi o ator e diretor anglo-americano Terry Kilburn, mais conhecido internacionalmente por seu trabalho no cinema como ator infantil no final dos anos 1930 e início dos anos 1940. De 1970 a 1994, Kilburn foi diretor artístico do Meadow Brook Theatre da Universidade Oakland em Rochester, Michigan, que é o único teatro LORT de Michigan e apresenta peças clássicas, comédias e musicais. É conhecida por sua produção anual de A Christmas Carol, de Charles Dickens, que foi adaptada por Nolte.
Em 2009, Nolte doou seus papéis pessoais, incluindo diários, manuscritos, fotografias pessoais, notas de palestras, cartazes e filmes (DVDs e vídeos), para a Jean-Nickolaus Tretter Collection in Gay, Lesbian, Bisexual and Transgender Studies da Universidade de Minnesota.
Nolte morreu em 14 de janeiro de 2010 aos 86 anos.

## Filmografia
| Ano  | Título              | Personagem        | Notas                     |
| ---- | ------------------- | ----------------- | ------------------------- |
| 1953 | War Paint           | Cpl. Hamilton     |                           |
| 1954 | The Steel Cage      | Frank - Condenado | (segmento "The Hostages") |
| 1959 | Ten Seconds to Hell | Doutor            | Sem créditos              |
| 1960 | Under Ten Flags     |                   | Sem créditos              |
| 1961 | Armored Command     | Capt. Swain       | (último papel no cinema)  |